# 17015 Shriyareddy
17015 Shriyareddy este o planetă minoră (asteroid), cu un diametru de 3,862 km, din centura de asteroizi. A fost descoperită pe 12 februarie 1999 la Experimental Test Site⁠(d) de Lincoln Near-Earth Asteroid Research. 
Obiectul prezintă o orbită caracterizată de o semiaxă mare de 2,2153025 UAi, o excentricitate de 0,11, o înclinație de 3,58184 ° în raport cu ecliptica.